# Oskarshamn
Oskarshamn je sídelním městem obce Oskarshamns kommun ve švédském kraji Kalmar. Žije v něm přibližně 19 tisíc obyvatel.
Oskarshamn je přístavním městem na pobřeží Kalmarského průlivu. Jezdí odsud trajekty na Öland. Městu patří neobydlený ostrov Blå Jungfrun, který byl vyhlášen národním parkem díky množství alkounů.
Původně zde stála rybářská vesnice Döderhultsvik, která byla roku 1856 povýšena na město a dostala nový název na počest krále Oskara I. V roce 1874 byla zprovozněna železnice do Nässjö, která urychlila hospodářský rozvoj.
Město proslulo díky velkým loděnicím založeným v roce 1863. Sídlí zde také jeden ze závodů firmy Scania a továrna na svíčky Liljeholmens Stearinfabriks AB. Nedaleko města se nachází Jaderná elektrárna Oskarshamn a celošvédské úložiště radioaktivního odpadu Clab.
Park u přístavu je známý 72 metrů dlouhou lavicí Långa Soffan, na níž ženy námořníků vyhlížely své manžely. Majetkem města je zámek Fredriksbergs Herrgård z roku 1784. Městský kostel byl postaven v roce 1876 a pyšní se oltářním obrazem od Sigrid Blombergové. Turisté mohou navštívit muzeum věnované dílu místního řezbáře Axela Peterssona Döderhultarna. Oskarshamn je známý i díky hudebnímu festivalu Latitud 57.
V Oskarshamnu se narodil spisovatel a filantrop Axel Munthe.
V aréně Be-Ge Hockey Center hraje ligový hokejový klub IK Oskarshamn.